# Andreaea
Genre
Andreaea est un des deux genres de mousses de la famille des Andreaeaceae. Il se compose d'une centaine d'espèces (122 acceptées selon The Plant List).

## Quelques espèces
- Andreaea alpestris (Thed.) Schimp.
- Andreaea blyttii Schimp.
- Andreaea crassinervia Bruch
- Andreaea fuegiana
- Andreaea heinemannii Hampe et C. Müll.
- Andreaea megistospora B. Murr.
  - Andreaea megistospora var. epapillosa (B. Murr.) Crum et Anderson
  - Andreaea megistospora var. megistospora B. Murr.
- Andreaea mutabilis Hook. f. et Wils.
- Andreaea nivalis Hook.
- Andreaea obovata Thed.
- Andreaea rothii Web. et Mohr
  - Andreaea rothii var. papillosa C. Muell.
  - Andreaea rothii var. rothii Web. et Mohr
- Andreaea rupestris
  - Andreaea rupestris var. papillosa (Lindb.) Podp.
  - Andreaea rupestris var. rupestris Hedw.
- Andreaea schofieldiana B. Murr.
- Andreaea sinuosa B. Murr.
- Andreaea wilsoni